# 爆裂王7
爆裂王7（ばくれつおう-）は、2002年11月にアリストクラートテクノロジーズが開発、発売したパチスロ機。4号機。Bタイプ。保通協に登録された型式名は『バクレツオウ7』。後継シリーズとして5号機の『怪胴王』がある。メーカーが意図したと思われる攻略法とそうではないであろう攻略法が存在し、どちらにしても攻略法が満載のゲーム性を持つ。そのため、技術介入要素が大きく、逆にいえば初心者にはハードルの高い機種ともいえる。

## 特徴
本機は、ビッグボーナス絵柄を揃えるために72種類（色の組み合わせ12種類と押し順の組み合わせ6種類）の組み合わせを持つ。このため、当時の他のパチスロ機種と比較して、かなり複雑なゲーム性を持つ。通常は「爆裂ランプ」点灯によりビッグボーナス絵柄を揃えるためのナビが発生するため、それに従いボーナスを得る。AT対象役であるため、ナビが無くても条件が合えばビッグボーナスの入賞は可能。
「爆裂ランプ」が点灯する「爆裂モード」は上乗せ（内部的には通常ゲーム中は「爆裂ランプ」が点灯するまで俗にいう「吸い込み方式」のため貯金とも呼ばれる）、連荘の概念がある。
10連以上の「爆裂ランプ」を上乗せする通称「強ハズレ」目の一種、「ドカーン目」が存在する。
さまざまな条件で「爆裂ランプ」を上乗せする効果音、通称「ガキーン音」が存在する。
ナビで揃えた場合と、自力で揃えた場合のビッグボーナスのBGMが異なる。
レギュラーボーナスは1G連される傾向がある。
7ライン機。通常の5ラインの他に左リールより「中・中・上」、「中・中・下」が追加ライン（「エクストラライン」）になる。この追加ラインでリプレイ、小役が揃った場合チャンス目となる。
ボーナスのストックは設定変更では消滅しないが、RAMクリアで消滅する。
本機では左リールの白7をチェリーと呼んでいる。

## ゲーム内容
- 通常時は1/84でビッグボーナスが成立、成立ゲームで揃わない場合、一旦ストックされる（256までストックする）。
- ビッグボーナスのストックがある場合、1/10でビッグボーナスを揃えることが出来るゲームが発生する。この場合、押し順などが一致すれば自力で揃えることが出来る。「爆裂ランプ」点灯時はナビが発生する。まれにガセナビが発生することがある。
- 「リプレイ」4G連または「ドクロ」（0枚役）4G連は「爆裂ランプ」点灯確定。ただし、ストック切れの場合は「リプレイ」4G連時、液晶に「？」が表示され、「爆裂ランプ」点灯が内部的に1回分貯金されて、ビッグボーナスが成立以降「爆裂ランプ」が点灯する。「ドクロ」4G連時は上乗せされず消滅する。「エクストラライン」で揃ったドクロはカウントされない。
- レギュラーボーナス成立時は内部的に500GのRTに突入する。RT終了後ストックされた全てのレギュラーボーナスが1G連で放出される。
- レバー遅れ音はチェリーまたは「爆裂ランプ」点灯前兆となる。無音は「爆裂ランプ」点灯前兆確定。
- 自力でビッグボーナスを揃えた場合、ペナルティとして次回の「爆裂ランプ」点灯までのゲーム数が延長される場合がある。

## ドカーン目
- 「ドカーン目」は10連、20連、100連を上乗せ。（99.9%が10連）
- 両リール3連ドクロなどが主な「ドカーン目」。
- 左リール中、下段の2連チェリーは「ドカーン目」となる。

## ガキーン音
- 左中右全てのリールが同色でのビッグボーナス揃いは「ガキーン音」で1回の上乗せ。（全ビッグ中の1/19）
- ビッグボーナス中、レギュラーボーナス中の左リール8G連続中段青7停止は1/85で「ガキーン音」、1回の上乗せ。
- ビッグボーナス中、小役ハズレは「ガキーン音」で5回の上乗せ。

## 登場人物
バクちゃん
主人公。同社の『マッハGoGoGo』にもチャンスキャラクターとして登場する。